# دره سوره
دره سوره، روستایی از توابع بخش چاروسا شهرستان کهگیلویه در استان کهگیلویه و بویراحمد ایران است.

## جمعیت
این روستا در دهستان طیبی سرحدی غربی قرار دارد و براساس سرشماری مرکز آمار ایران در سال ۱۳۸۵، جمعیت آن ۱۵۰ نفر (۲۵خانوار) بوده‌است.